# Grünlandbereiche östlich von Brensbach
Grünlandbereiche östlich von Brensbach este o arie protejată (arie specială de conservare — SAC, sit de importanță comunitară — SCI) din Germania întinsă pe o suprafață de 87,26 ha, integral pe uscat.

## Localizare
Centrul sitului Grünlandbereiche östlich von Brensbach este situat la coordonatele 49°46′22″N 8°54′10″E / 49.7728°N 8.9028°E.

## Înființare
Situl Grünlandbereiche östlich von Brensbach a fost declarat sit de importanță comunitară în noiembrie 2004 pentru a proteja 1 specie de animale. Situl a fost protejat și ca arie specială de conservare în martie 2008.

## Biodiversitate
Situată în ecoregiunea continentală, aria protejată conține 1 habitat natural: Fânețe de joasă altitudine (Alopecurus pratensis, Sanguisorba officinalis).
La baza desemnării sitului se află o specie protejată de  nevertebrate: Euplagia quadripunctaria.